# Colotis venosus
Colotis venosus is een vlinder uit de familie van de witjes (Pieridae). De wetenschappelijke naam van de soort is voor het eerst geldig gepubliceerd in 1885 door Staudinger.